# Anomalops katoptron
Anomalops katoptron is een straalvinnige vissensoort uit de familie van lantaarnvissen (Anomalopidae). De wetenschappelijke naam van de soort is voor het eerst geldig gepubliceerd in 1856 door Pieter Bleeker.
De vis komt voor in het westelijke en centrale deel van de Stille Oceaan, van het zuiden van Japan tot aan het Groot Barrièrerif. Hij wordt tot 35 cm lang. Hij leeft in grote scholen in ondiep water.
Deze zoutwatervis is een nachtelijke vis die zich overdag schuilhoudt. Hij voedt zich met zoöplankton. Hij is niet commercieel van belang maar wordt wel gehouden als aquariumvis. Hij heeft twee beweegbare, boonvormige organen onder zijn ogen met bioluminescente bacteriën, die een onafgebroken blauwgroenachtig licht produceren. Een zijde van de organen is bedekt met een zwarte cellaag. Hij kan het licht doven door het lichtorgaan te draaien zodat de zwarte zijde aan de buitenkant komt. 's Nachts is de heldere zijde naar buiten gericht. Hij gebruikt het licht vermoedelijk om zijn voedsel te vinden, contact te houden met soortgenoten in de school, en predatoren te vermijden.